# Pteroglossus pluricinctus
El arasarí fajado (Pteroglossus pluricinctus), también denominado arasarí de franja doble, arasarí bifajeado y pichí bibandeado, es una especie de ave piciforme de la familia Ramphastidae que vive en el noroeste de Sudamérica.

## Distribución y hábitat
Habita en las selvas de las cuencas del Orinoco y el Amazonas occidental, distribuido por el este de Brasil, Colombia, Ecuador, Venezuela y el norte de Perú, hasta los 500 m de altitud.

## Descripción
Mide entre 40,6 y 43 cm de longitud.  El pico tiene entre 102 y 107 mm de largo y es de color amarillo marfil arriba y negro en la línea superior del culmen y abajo. Presenta cabeza, cuello y parte alta del pecho negros; piel desnuda azul alrededor de los ojos; las parte superiores con plumas verdes brillantes; parte inferior del pecho y vientre amarillos con dos bandas horizontales rojizas a negruzcas y grupa roja a rufa.